# Amyxa pluricornis
Amyxa pluricornis är en tibastväxtart som först beskrevs av Ludwig Radlkofer, och fick sitt nu gällande namn av Domke, Airy Shaw. Amyxa pluricornis ingår i släktet Amyxa och familjen tibastväxter. Inga underarter finns listade i Catalogue of Life.